# Chartreux
Chartreux är en kattras som är en förhållandevis stor, välmusklad blå katt som liknar brittiskt korthår. Ganska vanlig i Frankrike men ovanlig i Sverige. Chartreuxen räknas som en av Europas äldsta kattraser. Det var Kartusianska munkar som förde hit den på 1550-talet och de födde upp dem på klostren runt om i Frankrike. Till sättet är den livlig, pigg och aktiv. Denna kattsort är inte beroende av sällskap med andra katter.